# ARM Cortex-A715
Az ARM Cortex-A715 második generációs ARMv9 „nagy (big)” Cortex CPU (az Arm big.LITTLE heterogén architektúrában). Elődjével, az Cortex-A710 maggal összehasonlítva a Cortex-A715 CPU az Arm állítása szerint 20%-kal nagyobb energiahatékonysággal rendelkezik, és 5%-os javulás mutat a teljesítményben. A Cortex-A715 teljesítménye hasonló az előző generációs Cortex-X1 CPU-éhoz. Ebben a csipgenerációban az A715-től kezdődően megszüntették a natív 32 bites támogatást, mert úgy látták, hogy az problémákat okozhat a 32 bites munkamenetekben (teljesítmény- ill. sebességcsökkenés léphet fel). Ez a processzor az Arm Total Compute Solutions 2022 (TCS22) üzleti stratégiájának részét képezi, a Cortex-X3, Cortex-A510, Arm Immortalis-G715 és CoreLink CI-700/NI-700 processzorokkal együtt.

## Architekturális változások aCortex-A710processzorhoz képest
A processzorban a következő változtatásokat valósították meg:
- dekódolási szélesség: 5 (a korábbi 4-ről)
- megszüntetett makroművelet- (MOP) gyorsítótár (korábban 1.5k bejegyzés)[8]

## Felhasználás
- MediaTek Dimensity 9200[9]
- Qualcomm Snapdragon 8 Gen 2[10]

## Fordítás
Ez a szócikk részben vagy egészben  az   ARM Cortex-A715 című angol Wikipédia-szócikk ezen változatának fordításán alapul.  Az eredeti cikk szerkesztőit annak laptörténete sorolja fel. Ez a jelzés csupán a megfogalmazás eredetét és a szerzői jogokat jelzi, nem szolgál a cikkben szereplő információk forrásmegjelöléseként.